# Claude-François Lizarde de Radonvilliers
Claude-François Lizarde de Radonvilliers (auch: Lysarde de Radonvilliers; * 6. November 1710 in Decize; † 20. April 1789 in Paris) war ein französischer römisch-katholischer Jesuit, Erzieher, Grammatiker und Mitglied der Académie française.

## Leben und Werk
Claude-François de Radonvilliers war der Enkel eines Anwalts am Parlement von Paris. Ab dem Alter von 6 Jahren besuchte er, wie Voltaire, die Jesuitenschule Louis-le-Grand. Der ihn prägende Lehrer war Charles Porée (1675–1741). 1724 trat er mit 14 Jahren in das Noviziat der Jesuiten ein und wurde zum Unterrichten nach Rouen, Rennes, Orléans und Bourges geschickt, wo er mit Erzbischof Frédéric-Jérôme de la Rochefoucauld de Roye in Kontakt kam. 1735 wurde er zum Weiterstudium nach Paris beordert. Als er sich 1742 in Nevers befand, trat er auf Rat von Marineminister Jean-Frédéric Phélypeaux, comte de Maurepas (1701–1781), den er ebenfalls in Bourges kennengelernt hatte, aus der Gesellschaft Jesu aus und wurde Sekretär, dann (als Nachfolger von Jean-Gilles du Coëtlosquet) Generalvikar des ihm schon bekannten Erzbischofs von Bourges. Als dieser zum Botschafter beim Heiligen Stuhl ernannt wurde, ging Radonvilliers mit ihm von 1745 bis 1748 nach Rom. Anschließend verwaltete er für Erzbischof La Rochefoucauld die königliche Pfründenvergabe. Erst nach Beendigung dieser Tätigkeit (wegen des Todes des Erzbischofs) gönnte er sich selbst 1757 die Charge des Kommendatarabts der Abtei Saint-Loup in Troyes und des Priorats Saint-Orens in Auch. Später kamen hinzu: 1763–1771 die Abtei Saint-Pierre in Neauphle-le-Vieux und ab 1771 das Kloster Villeneuve. Drei Viertel der Einnahmen verteilte er an die Armen.
Ab 1757 wurde er (unter Coëtlosquet) Unter-Erzieher der 4 Söhne des Dauphins Louis Ferdinand († 1765), die mit Ausnahme des ältesten (1751–1761) später alle die Königswürde übernahmen: Ludwig XVI. (* 1754), Ludwig XVIII. (* 1755) und Karl X. (1757–1836). Diese Position verhalf ihm quasi automatisch zur (nicht angestrebten) Aufnahme in die Académie française (1763, Sitz Nr. 24). 1774 wurde er Staatsrat des Königs. 1778 lehnte er den ihm angebotenen Kardinalshut ab und trat als Almosenier des Königs zurück. Er starb 1789 im Alter von 78 Jahren.
Radonvilliers trat 1768 mit einem sprachdidaktischen Werk an die Öffentlichkeit, in dem er (in Weiterentwicklung von Ansätzen bei Nicolaes Cleynaerts und César Chesneau Du Marsais) für das Lateinlernen statt der bis dahin geübten grammatischen Methode die Interlinearversion (und damit das Wortschatzlernen aus den Texten heraus) zur Grundlage machte. Sein Verfahren beeinflusste (vermittelt durch Jean Joseph Jacotot) die Methode Toussaint-Langenscheidt in Deutschland und die Assimil-Methode in Frankreich. Als Grammatiker wirkte er mit an der Herausbildung des Satz-Begriffs im 18. Jahrhundert.
François Noël veranstaltete 1807 eine Ausgabe aller nachgelassenen Schriften von Radonvilliers. Darin sind neben der Sprachlernmethode die Akademiereden und eine Übersetzung der De viris illustribus des Cornelius Nepos enthalten.

## Werke (Auswahl)
- De la manière d’apprendre les langues. Saillant, Paris 1768.
- Oeuvres diverses de M. l’abbé de Radonvilliers. Hrsg. François Noël. 3 Bde. Paris 1807.